# Wahl zum Abgeordnetenhaus von Berlin 1975
- SPD: 67
- FDP: 11
- CDU: 69

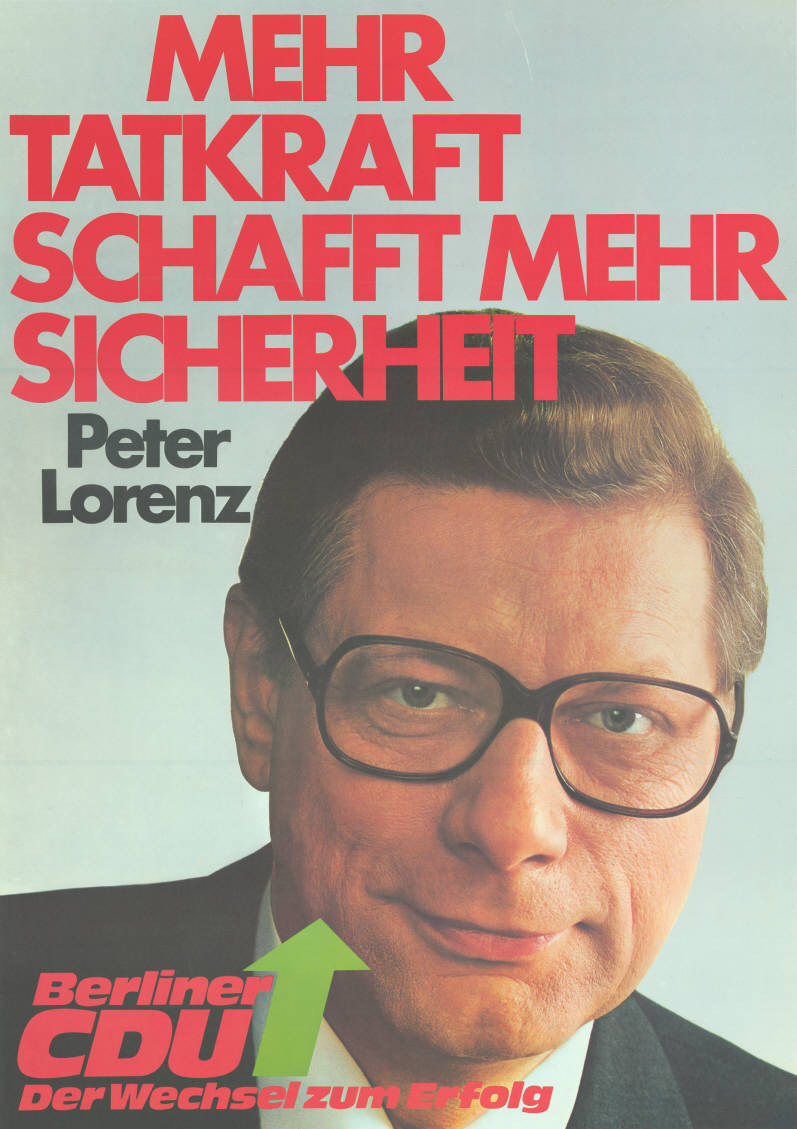
Wahlplakat der CDU mit Spitzenkandidat Lorenz

Die Wahl zum Abgeordnetenhaus von Berlin am 2. März 1975 stand ganz im Zeichen der Entführung des CDU-Spitzenkandidaten Peter Lorenz, der zum zweiten Mal nach 1971 antrat. Lorenz war drei Tage vor der Wahl von Terroristen der Bewegung 2. Juni entführt worden, die die Freilassung von sechs verurteilten Straftätern der Rote Armee Fraktion (RAF) und der Bewegung 2. Juni verlangten. Für die SPD trat zum zweiten Mal der Regierende Bürgermeister Klaus Schütz an, der in der misslichen Lage war, über das Leben seines Herausforderers bestimmen zu müssen. Nachdem die Bundesregierung den Forderungen nachgab und fünf Gefangene in Begleitung des ehemaligen Berliner Bürgermeisters Heinrich Albertz in den Südjemen ausgeflogen wurden, kam Lorenz zwei Tage nach der Wahl frei. Die Atmosphäre vor der Wahl war durch ein starkes Gefühl der Verunsicherung und eine politische Polarisierung angesichts der Terror- und Gewaltakte der RAF und ihrer Sympathisanten geprägt. Schon die Ermordung des Berliner Kammergerichtspräsidenten, Günter von Drenkmann, im Herbst 1974 hatte die öffentliche Meinung erschüttert. Hinzu kamen scheinbare Unwägbarkeiten, die mit der Deutschlandpolitik der sozialliberalen Koalition einhergingen, und von denen Berlin als „Frontstadt“ des Westens besonders betroffen war.
Die SPD verlor bei der Wahl 7,8 Prozentpunkte und mit 42,6 % der Stimmen ihre Stellung als stärkste politische Kraft sowie ihre seit 1954 innegehabte absolute Mehrheit. Die CDU kam auf 43,9 % der Stimmen (+5,7 Prozentpunkte), die FDP auf 7,1 % der Stimmen (−1,3 Prozentpunkte). Klaus Schütz bildete daraufhin einen sozialliberalen Senat und konnte so im Amt bestätigt werden.
| Wahl vom 2. März 1975 | Wahl vom 2. März 1975 | Wahl vom 2. März 1975 | Wahl vom 2. März 1975 |
| --------------------- | --------------------- | --------------------- | --------------------- |
| Wahlberechtigte       | 1.579.924             |                       |                       |
| Wahlbeteiligung       | 1.387.471             | 87,8 %                |                       |
| CDU                   | 604.007               | 43,9 %                | 69 Mand.              |
| SPD                   | 585.605               | 42,6 %                | 67 Mand.              |
| FDP                   | 97.969                | 7,1 %                 | 11 Mand.              |
| BFD                   | 46.691                | 3,4 %                 | — Mand.               |
| SEW                   | 25.105                | 1,8 %                 | — Mand.               |
| KPD                   | 10.125                | 0,7 %                 | — Mand.               |
| KBW                   | 786                   | 0,1 %                 | — Mand.               |
| Einzelbewerber        | 5.234                 | 0,4 %                 | — Mand.               |
| Summen                |                       | 100,0 %               | 147 Mand.             |